# Radachówek (przystanek kolejowy)
Radachówek – zlikwidowany przystanek osobowy w Słońsku, na linii kolejowej nr 414 Gorzów Wielkopolski Zieleniec – Chyrzyno, w województwie lubuskim, w Polsce.